# Laïcisme
|  | No s'ha de confondre amb Laïcat. |

El laïcisme és una doctrina que defensa la independència de la persona, de la societat i de l'estat de tota influència de la religió, que considera que s'ha de desenvolupar, en tot cas, en l'àmbit privat i personal. Les seves arrels estan fonamentades en l'humanisme renaixentista i en els canvis de la Il·lustració.
Els termes laic i laica (del grec antic λαϊκός, laikós - algú del poble de l'arrel λαός, laós - poble) poden tenir dos sentits:
1. Quan van dirigides a persones, és una paraula que apareix primerament en un context cristià. Sobretot el Concili Vaticà II va impulsar el redescobriment d'aquesta paraula per a indicar als fidels que no són membres del clergat, pertanyen al laïcat.
2. Quan van dirigides a institucions, indiquen que no estan subjectes a cap religió, i no imposen les seves normes o valors morals. Així, per exemple, es parla d'Estats laics o d'escola laica.

## Laïcitat i laïcisme
La laïcitat és la independència de la política i de l'ensenyament respecte de les diverses confessions religioses. La laïcitat és una concepció moderna de l'organització política de la societat, segons la qual l'Estat, com a encarnació de la sobirania popular dins d'un territori i com a institucionalització jurídica que regula la convivència en aquella comunitat, està per sobre de qualsevol poder social i, de manera particular, de totes les institucions que gestionen les tradicions religioses, les tradicions simbòliques i les filosofies de vida.
S'ha de distingir del laïcisme, que implica l'expulsió de la realitat religiosa de l'esfera pública, defensant una societat laica. El laïcisme, que no sempre la laïcitat, ha estat durament rebutjat per algunes religions. S'argumenta que el laïcisme és l'intent d'imposar la força d'una voluntat per sobre de moltes voluntats, perquè la societat és evidentment plural, no laica, i és aquest pluralisme el que cal reconèixer, en lloc de voler-lo censurar.
En conseqüència, la gestió de la diversitat religiosa ha d'enquadrar-se en un model de laïcitat que doni cabuda, principalment des de les seves institucions, a la pluralitat d'expressions religioses a partir del reconeixement mutu. Aquesta perspectiva s'emmarca en una societat dialògica que respecta les diferències i les posa en contacte comunicatiu per tal de democratitzar i enfortir l'espai públic.

### Principis de la laïcitat
La laïcitat és una forma de governança que es basa en dos grans principis. Primer, la igualtat de tracte i la llibertat de consciència. I segon, en dos procediments: la separació de les esglésies i l'Estat, i la neutralitat de l'Estat respecte de les religions i els moviments seculars. L'article 16.3 de la Constitució espanyola prescriu que “cap confessió tindrà caràcter estatal. Els poders públics tindran en compte les creences religioses de la societat i mantindran les consegüents relacions de cooperació amb l'Església catòlica i les altres confessions”.
El principi de laïcitat implica, per tant, reconèixer el pluralisme religiós de la nostra societat i afavorir la seva acomodació; la separació i la no confusió entre els fins propis de l'Estat i tradicions religioses, i la neutralitat dels poders públics, per sobre del confessionalisme i del
laïcisme excloents.

### Aplicació de la laïcitat
L'aplicació d'un concepte de laïcitat porosa implica la necessària cooperació de les administracions amb les confessions religioses en la recerca compartida d'uns fonaments acceptats de raons imparcials. Igualment, aquesta laïcitat suposa, per part de les tradicions religioses, el respecte cap a la legítima autonomia de l'àmbit polític, sense que això impliqui que els membres de les confessions es vegin privats d'intervenir de manera activa en la vida social, cultural, política i econòmica del país del qual formen part. El principi jurídic de l'aconfessionalitat obliga l'Estat a respectar i a fer respectar el pluralisme de creences que existeix en la societat civil. El principi d'igualtat prohibeix que qualsevol persona pugui ser discriminada per les seves creences, garanteix al ciutadà el dret a l'exercici privat i públic d'aquestes i reconeix a cada confessió o bé organització social el dret a organitzar-se d'acord amb els seus principis. El límit que estableix la laïcitat és, bàsicament, el principi d'ordre públic i que l'exercici d'aquests drets no lesioni la Declaració Universal dels Drets Humans (1948), actualment tutelats en els sistemes jurídics de les societats obertes.
El laïcisme, en canvi, és aquella actitud que exclou o pretén excloure la presència del fenomen religiós de qualsevol àmbit polític, social, cultural, econòmic, educatiu o sanitari de la societat. Pretén impedir l'expressió de la vivència religiosa més enllà dels límits de la privacitat. La laïcitat incloent es defineix contrària a tot intent de negar i reduir el fet religiós i, per extensió, espiritual, al marc de l'estricta privacitat. Aquesta reducció comporta una substancial pèrdua per a la societat i per a l'estat democràtic des de moltes perspectives i un risc de fractura de la societat. El poder religiós, com a institució, pot estar representat en el concert europeu i de les nacions al servei del bé comú i dels interessos superiors de la consciència humana, dins del marc del reconeixement dels drets humans. Aquest marc suposa una nova forma d'existència: descentrada, expropiada, que condueix a existir per als altres; que suposa també adoptar una actitud fonamental de servei.

## El concepte modern i tradicional del laïcisme[calcitació]

### El laïcisme modern

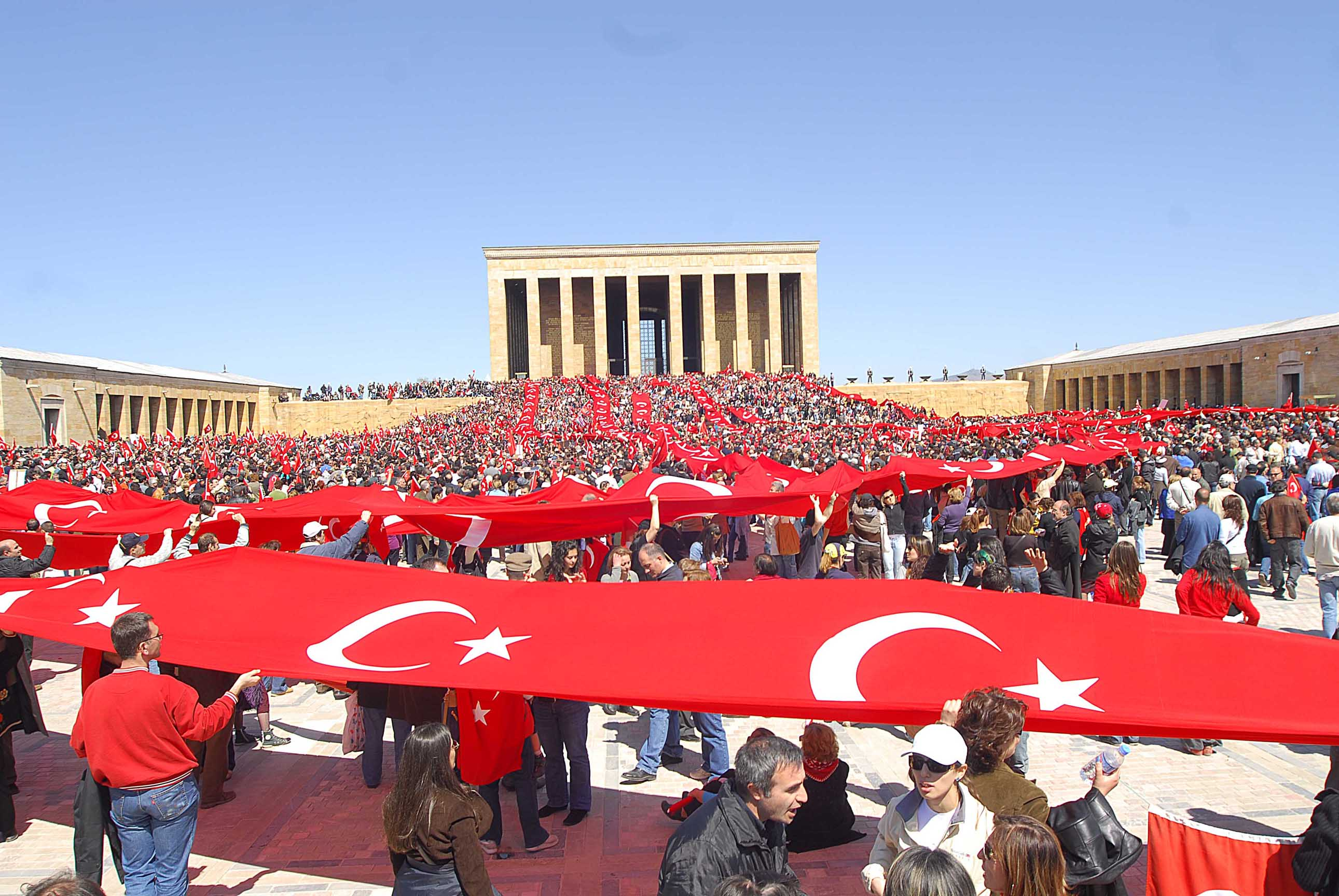
Protesta en Ankara a favor del laïcisme de l'estat turc front al mausoleu de Mustafa Kemal Atatürk, fundador de l'estat aconfessional de la moderna Turquia.

Aquest terme va prendre aquest significat a partir de l'arrel llatina original per designar l'impuls modern (sorgit durant el segle de les llums) dels estats, organitzacions i persones per a la independència de les institucions respecte al poder eclesiàstic, el desig de limitar la religió a l'àmbit privat, particular o col·lectiu, de les persones i permetre millors condicions per a la convivència de la diversitat religiosa, posant a l'Estat d'àrbitre i fonamentant-se en els drets humans). Crítics creients i agnòstics, han criticat això dient que s'elimina la religió o les diferents creences dels ciutadans per imposar una religió única d'Estat.
Un estat laic, d'aquesta forma pretén assolir una millor convivència en ordenar les activitats de les diferents creences, assegurant la igualtat de totes davant de la llei, i en molts casos servint com a eina per sotmetre el sentiment religiós, pretenent així anteposar els interessos generals de la societat civil sobre els interessos particulars.
En altres camps més específics, per exemple l'educació, s'usa el terme d'educació laica quan defensa l'ensenyament públic o privat però mantenint la independència de qualsevol religió o creença. Al segle xix francès la paraula laïcització va significar sobretot l'esforç de l'estat per sostreure l'educació al control dels ordes religiosos, oferint una escola pública controlada exclusivament per l'estat igual per a tots.
A Occident, l'Església Catòlica ha estat la major crítica d'aquesta visió del laïcisme, el qual va acusar que no garanteix la llibertat religiosa i de culte dels catòlics. Va ser un dels temes majors de l'encíclica Quanta Cura (1864) de Pius IX i un dels vuitanta errors de pensament condemnats al seu Syllabus Errorum, hi afegit a com apèndix a la mateixa encíclica.
L'Església es va apropar a les posicions polítiques més modernes i es va aproximar a una renúncia a l'estat confessional, durant el Concili Vaticà II, tot i que després va retrocedir a les seves posicions inicials. S'accepta un règim de separació entre l'Església i l'Estat, però l'Església proclama que aquesta separació no implica la renúncia a exigir que les lleis s'emmotllin a les seves posicions doctrinals als països que considera catòlics, allà on els batejats són majoria, en els quals exigeix una posició especial. L'Església Catòlica distingeix actualment entre un estat laic, que reconeix l'autonomia mútua de l'Església i l'estat en les seves respectives esferes, i l'estat laicista, que es resisteix a la tutela espiritual de l'estat per part de l'Església.

### El laïcisme tradicional, concepte religiós
El terme laic ha tingut diferents significats segons la religió: 
- Per als catòlics: és un dels estats en els quals el cristià pot exercir la seva missió dins de l'església, a més del clerical i del religiós. El laic doncs, és aquella persona batejada, pertanyent a l'Església que no ha rebut el sagrament de l'Ordre Sacerdotal ni ha fet vots dins d'alguna comunitat religiosa. La constitució dogmàtica Lumen gentium aprovada al Vaticà II estableix que "els laics els correspon, per pròpia vocació, tractar d'obtenir el Regne de Déu gestionant els assumptes temporals i ordenant-los segons Déu". El Compendi de Doctrina Social de l'Església assenyala també que "és tasca pròpia del fidel laic anunciar l'Evangeli amb el testimoni d'una vida exemplar, arrelada en Crist i viscuda en les realitats temporals... " (Comp DSI, 543); "Els fidels laics estan dits a conrear una autèntica espiritualitat laical, que els regeneri com a home i dones nous, immersos en el misteri de Déu i incorporats en la societat, sants i santificadores" (Comp DSI, 545).
- Per als budistes: un budista laic és aquell que no necessita clergat o temple.

## Laïcisme a l'educació[calcitació]
Laïcisme a l'escola és fomentar l'estructura de valors que han de permetre la llibertat individual per optar i actuar en cadascuna de les inflexions importants de l'existència humana, segons les prioritats que considera cadascú a la seva pròpia vida, a les relacions personals, a les creences, a l'afectivitat, a les voluntats, i canviar-les si així ho considera convenientment. És suprimir tota ingerència externa que suposi una barrera a l'autorrealització.
Per tant, s'entén la laïcitat com a mètode que afavoreixi la persona lliure i en faciliti la pràctica. Aquesta pràctica dels drets de llibertat que sovint es veu impedida per les diverses situacions sociopolítiques (i no cal per això que pensem exclusivament en règims dictatorials, que és el que hom sol fer, sinó que es comenci a reconèixer les nombroses limitacions que també estableixen les polítiques anomenades "democràtiques") les quals són capaces d'elaborar uns redactats meravellosos sobre els drets, però que no possibiliten (tot al contrari, neguen) el seu real exercici.
Es parteix també de l'antidogmatisme com a plantejament per tal d'eliminar les veritats absolutes i les manipulacions que es duen a terme en nom d'aquestes. Des de la laïcitat es pot parlar de relativisme com a conjunt de veritats provisionals pel desenvolupament del pensament independent i racionalista.
Opta també per la tolerància, acceptant el pluralisme i la diversitat d'ideologies, el que no significa que totes siguin vàlides, naturalment se'n poden excloure aquelles que es basen en la supressió de la mateixa tolerància o de les llibertats personals i/o socials.

### Antecedents històrics del laïcisme a l'educació

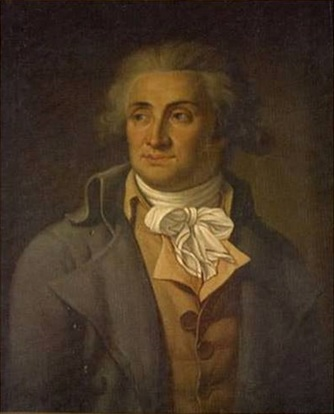
Pintura de Marie Jean Antoine Nicolas Caritat de Condorcet (17 de setembre 1743 - 28 de març del 1794), filòsof, matemàtic i polític francès.

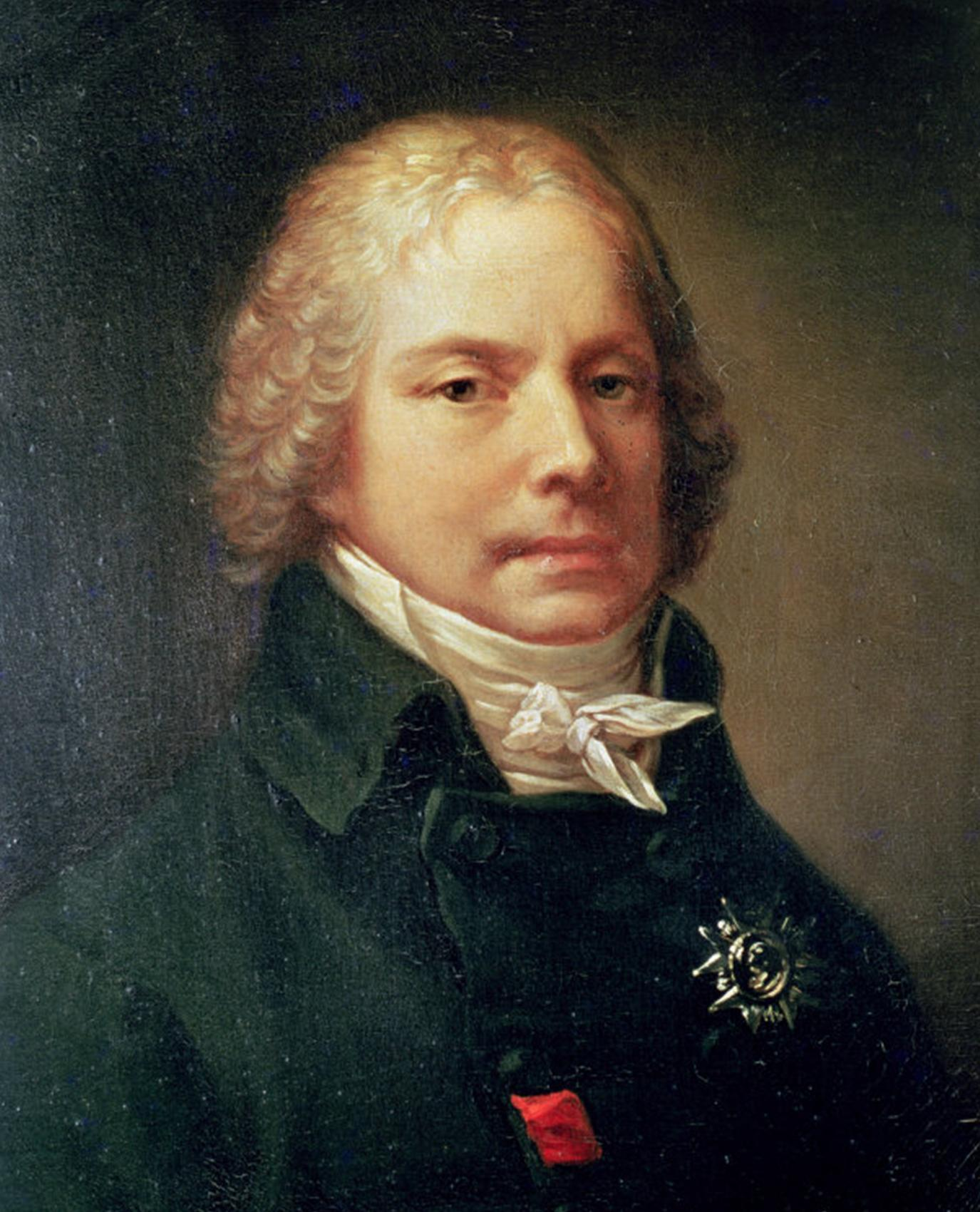
Retrat d'en Charles-Maurice de Talleyrand-Périgord (1754-1838), diplomàtic francès.

És al s.XVIII quan es comença a parlar de laïcitat en matèria d'educació, i més concretament a França. Seran Talleyrand i Condorcet els que ho facin: el primer en el seu informe a l'Assemblea Constituent francesa (1791), el segon en la seva relació sobre la "Pública Instrucció" (1792). Junt amb les primeres formes democràtiques i la decadència del món mític, es produeix un gran desenvolupament dels sabers i de les ciències; alhora apareixen les institucions escolars i a Grècia l'educació és responsabilitat de les famílies, però també hi ha certa regulació estatal. Plató, en el seu llibre República ja va separar creença de ciència i va afirmar que l'única que estava inclosa dins de l'àmbit acadèmic era la ciència. Més tard, amb la il·lustració, la burgesia va introduir nous avanços teòrics i pràctics, com per exemple: la negació de l'autoritat del papa i l'establiment del lliure examen, la implantació de sistemes públics educatius amb una clara vocació laica i la prohibició a les congregacions religioses impartir ensenyament. D'aquesta manera es crea la idea de construir i regular un sistema nacional únic d'ensenyament, d'igual manera que la de formar cossos de funcionaris docents per prestar aquest servei.

#### L'Estat espanyol
A principis del segle xix, els liberals van encetar la possibilitat d'una escola laica, proposició no gaire ben acollida per part de diversos sectors socials a causa de la pèrdua de privilegis que això els suposava.
Les primeres propostes en aquest sentit sorgiran dels corrents europeus anteriorment esmentades. Les Corts de Cadis no trigaran a donar la seva resposta, ja partint del discurs preliminar: "Las ciencias sagradas y morales continuarán enseñándose según los dogmas de nuestra santa religión y la disciplina de la iglesia de España,...". Així, es conclou en la necessitat d'una inspecció de la Instrucció Pública.
L'any següent apareix l'Informe Quintana, el qual es manifesta clarament contrari al monopoli eclesiàstic: "Cómo, por otra parte, proponer ni esperar mejora alguna en la instrucción pública de un país sujeto a la Inquisición? (...) Si el español no podía dejar de ser esclavo,) a qué empeñarse que no fuese ignorante?..."
La jerarquia dominant en l'Església catòlica espanyola ve des dels anys vuitanta, que per complir amb el Concordat de la Santa Seu ha d'impartir en els centres de primària i secundària l'assignatura de Religió per tot aquell que ho sol·licita i, a més a més, és obligatori per tots els altres alumnes cursar una assignatura alternativa. Per tant, es pot dir que en l'Estat espanyol hi ha una situació de privilegi per l'Església catòlica.

##### Alternança liberalisme/absolutisme-conservadorisme respecte al laïcisme
Fins als anys 30, es dona un període d'alternança liberalisme/absolutisme que provocarà l'oscil·lació constant de la qüestió religiosa:
- "Proyecto de Decreto para el arreglo general de la enseñanza pública" el 1814.

- "Plan de instrucción pública" del Duque de Rivas el 1836 (que no es va aprovar).

- "Plan de Instrucción Primaria" el 1838

- La "Ley Moyano" de 1857 pretén un control centralitzat de l'ensenyament (inclosos continguts), a més de la protecció de l'ensenyament religiós sense exigència de títol als docents religiosos; és a dir, volen el monopoli ideològic estatal. L'ambigüitat de la idea de llibertat d'ensenyament permetrà la continuïtat de l'educació religiosa. Més tard, els liberals exigiran la llibertat de càtedra.

- Després la Revolució del 1868 ("La Gloriosa"), sorgiren uns decrets sobre llibertat d'ensenyament (21.10.1868) i se suprimí la Facultat de Teologia.

- Un cop desterrada Isabel II, el Ministre de Fomento, Ruíz Zorrilla, anul·larà els privilegis dels ordes religiosos i manté la llibertat d'ensenyament.

- El 1875, el Marqués de Orovio, en funció de Ministre de Fomento, publica la Circular dirigida als Rectors de les Universitats, basada en els següents principis:

- - «Respecto a la religión: en el orden moral i religioso, invocando a la libertad más absoluta, se ha venido a tiranizar a la inmensa mayoría del pueblo español, que siendo católica, tiene derecho, según los modernos sistemas políticos, fundados precisamente en las mayorías, a que la enseñanza oficial, que sostiene y paga, estén en armonía con sus aspiraciones y creencias...»

- - «Defensa de la institución monárquica: la libertad de enseñanza de que hoy disfruta el país y que el gobierno respeta, abre a la ciencia un ancho campo para desenvolverse (...) y a todos los ciudadanos los medios de educar a sus hijos según sus deseos y hasta sus caprichos; pero cuando la mayoría, y casi la totalidad de los españoles es católica, y el Estado es católico, la enseñanza oficial debe obedecer a este principio, sujetándose a todas sus consecuencias. Partiendo de esta base, els Gobierno no puede consentir que en las cátedras sostenidas por el Estado se explique contra un dogma que es la verdad social de nuestra patria...»

- En el període comprès entre 1875 i 1879 es tracta d'afavorir la iniciativa privada, cosa que es pot traduir com a privilegis dels col·legis religiosos. A més, no es requerirà títol als professors d'aquests col·legis i es controlaran els continguts dels altres professors. Però també, el 16 d'agost del 1876 es formulà el Decret de creació de la Institución Libre de Enseñanza (ILE).

- El 1881 (durant el govern d'Alfons XII), José Luis Albareda farà sortir una circular que deroga el decret Orovio (3 de març), i introdueix la llibertat de càtedra, i comptarà amb el suport dels ministres liberals i de la ILE (Instituto de Libre Enseñanza), malgrat es mantingui a les corts el caràcter conservador.

- El 1883, el 6 de juliol, es concedeixen a les mestres, el mateix sou que als mestres.

- El Marqués Alejandro de Pidal, Ministre de Fomento (conservador extremista) l'any 1884 afavorirà les escoles privades en deslliurar-les de la inspecció, matrícula... Eugenio Montero Ríos, successor d'aquest marquès, anul·la la legislació vigent i fa tornar a la situació anterior, mitjançant el Decret de 1886. Però abans, el 1885 hagueren greus incidents a les universitats de Madrid a conseqüència dels nous atemptats a la llibertat de càtedra.

- A l'agost del 1888, hi hagué la Convocatòria del Congreso de Amigos de la Enseñanza Laica, patrocinat per Llunas i Pujals i el diari Tramuntana. En aquella mateixa època es constituí a Barcelona la UGT (14 d'agost) i es feu el congrés fundacional del PSOE a Barcelona (23 i 25 d'agost).

- Entre el 1882 i el 1896 es crearen a Catalunya 70 escoles laiques, es creà l'Extensión Universitaria (inicialment a la universitat d'Oviedo, i s'estengué per Madrid, Barcelona, Tarragona, Sevilla, València, etc.)

- El 1895 es declara facultatiu l'ensenyament religiós a les escoles, i durant el 1896 es continua la repressió contra els centres culturals i escoles laiques.

- El 1899 Pidal (ultraconservador) estableix l'obligatorietat de l'ensenyament de la religió als Instituts d'ensenyament mitjà.

- El 1900, es crearà el Ministeri d'Instrucció Pública (durant la Regència de Maria Cristina de Habsburgo-Lorena), del qual serà primer ministre García Alix, dels conservadors. L'actualització de la Ley Moyano, es va quedar en projecte.

- I un any més tard (1901) els mestres comencen a cobrar de l'Estat. També en aquell any es creà l'Asociación Nacional del Magisterio Primario (26 de setembre) i es fundà a Barcelona (8 de setembre) l'Escola Moderna de Ferrer i Guàrdia.

- Romanones, dels liberals, promou (a principis de segle) una nova reforma educativa mitjançant la qual intenta aliar les diferents ideologies.

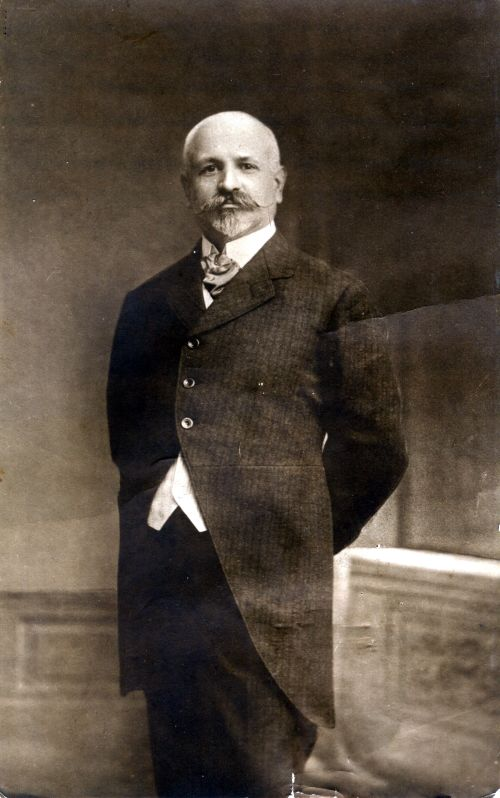
Retrat d'en Francesc Ferrer i Guàrdia (1859-1909), pedagog i lliurepensador català

- El 1907 (2 de juliol) surt de la presó Ferrer i Guàrdia (empresonat el 4 de juny de 1906 acusat de complicitat amb Mateo Morral que va atemptar contra el rei Alfons XIII). També en aquest any, continuant amb la repressió a la llibertat, el 18 de novembre sorgeix el Decreto sobre inspección que en el fons persegueix la supressió de les escoles laiques. A l'any següent el Pressupost extraordinari de Cultura de l'Ajuntament de Barcelona, "boicoteja" el laïcisme.

- I el 1909 segueix la "persecució" renovada l'any anterior amb el pressupost de Barcelona, i es tanquen a aquesta ciutat unes 150 escoles uns mesos després (24 i 26 d'agost) de la Setmana Tràgica de Barcelona (26 de juny a 3 de juliol). El 13 d'octubre s'executa a Ferrer i Guàrdia i als seus companys. Dimiteix Maura.

- Un mes més tard, al novembre hi ha una Carta de los Prelados al Presidente del Consejo de Ministros "Contra la existencia de escuelas laicas" (que inicia una gran campanya de catòlics contra el laïcisme).

- El 1910, govern liberal que reobre les escoles clausurades a Barcelona (2 de febrer). Al novembre es constitueixen els orígens de la CNT.

- El 1911, durant el regnat d'Alfons XIII, es crea la Dirección General de Primera Enseñanza.

- El 1913, es declara voluntari l'ensenyament del catecisme a les escoles públiques.

- La Mancomunitat potenciarà també l'ensenyament tècnic i formació de mestres.

- Durant el desembre de 1918, se celebra el Congrés del PSOE (i fan les bases per un programa d'instrucció pública, es demana ensenyament gratuït i laic en tots els graus).

- En arribar la Dictadura de Primo de Rivera, s'atorga als inspectors de Primera Enseñanza el control ideològic de les escoles (Ordre de 1924), i així, el poder per a tancar centres i suspensió de mestres: «dichos funcionarios tomarán las medidas necesarias, incluso la clausura (...) si en qualquiera de las escuelas los textos que en ellas se usen contienen enseñanzas en què no resplandezca el mayor amor a la patria y a su unidad, que es una de las bases en que debe fundamentarse la educación de los futuros ciudadanos (...) se suspende a los maestros nacionales o municipales que no enseñen en castellano o que en sus explicaciones viertan doctrinas opuestas a la unidad de Patria, ofensivas a la Religión...». Però Primo de Rivera no aconseguirà el suport de cap base social important, tots els partits "preparen" la República. Aquesta neix enfrontada als privilegis de l'oligarquia terratinent i de l'Església, i lluitarà per la separació Església-Estat, promovent l'escola estatal, única i laica. El primer ministre d'Instrucció Pública, és Marcel·lí Domingo.

- Segons l'article 48 de la Constitució republicana: «La enseñanza será laica, hará del trabajo el centro de la actividad metodológica, y se inspirará en ideales de la solidaridad humana...»

- Un decret de maig del 1931 (després de la victòria dels republicans a les eleccions municipals i la proclamació de la 2a República) promou la llibertat religiosa a les escoles per respecte a les consciències de pares, alumnes i docents.

##### La Ciutat laica i la qüestió de l'educació
Si l'educació prioritariament en l'escola pública, que és i ha de ser el més consistent eix de vertebració del sistema educatiu, mentre que contribueix de manera especial a una major cohesió social i a la formació de persones més lliures i iguals.
El servei públic educatiu és l'únic capaç de garantir l'exercici del dret universal a l'educació en condicions d'igualtat. Els centres educatius de caràcter públic constitueixen un espai de convivència i de respecte per la diversitat.
La noció d'institució pública, pensada per Condorcet, obre la via a l'escola com a institució. Però tal escola solament pot ser laica, ha d'aliberar-se de tota tutela religiosa, no per tornar-se en contra, sinó per fundar l'educació del futur ciutadà sobre l'exigència de debò i raó. S'ensenya la llibertat perquè la raó de ser mestres d'escola i professors és procurar que arribi el dia en què els alumnes puguin deixar de necessitar-los.
Parlem d'educació per referir-nos al procés pel qual un individu és conduït cap a un punt determinat. Aquest s'esforça per desenvolupar les seves facultats. L'educació encobreix el conjunt de les influències exercides per fer que l'alumne interioritzi aquest model. La institució és aquella que vol la memorització passiva de "informacions".